# Castione (Loria)
Castione di Loria is een plaats (frazione) in de Italiaanse gemeente Loria.